# Float Along – Fill Your Lungs
Float Along – Fill Your Lungs treći je studijski album australskog rock-sastava King Gizzard & the Lizard Wizard. Diskografska kuća Flightless objavila ga je 27. rujna 2013., svega nekoliko mjeseca nakon albuma Eyes Like the Sky. U studenome 2018. Flightless i ATO Records objavili su ga na gramofonskoj ploči. To se reizdanje pojavilo na 12. mjestu australske ljestvice albuma. Uradak je označio i promjenu glazbenog stila skupine; sadrži više elemenata psihodelične glazbe od prijašnjih albuma.

## Rad na albumu i snimanje
Float Along – Fill Your Lungs objavljen je u rujnu 2013., sedam mjeseci nakon prijašnjeg uratka Eyes Like the Sky. Treći je studijski album sastava i njegov sedmi snimljeni uradak; također je prvo izdanje na kojem je Eric Moore svirao bubnjeve umjesto teremina i klavijatura, pa je tako postao drugi bubnjar skupine. Album je snimljen u kućnim studijima i drvarnicama u Darraweit Guimu, Deniliquinu i Angleseaju; ondje su članovi grupe eksperimentirali sa psihodeličnim zvukom i odmaknuli su se od glazbe nadahnute vesternima s prethodnog albuma. Eksperimentirali su služeći se sintesajzerima i sitarima, ali i neuobičajenim taktovima.
Prije nego što je objavljen sam album, grupa je objavila videozapis koncertne izvedbe pjesme „Head On/Pill”, a početkom 2013. odsvirala je sve pjesme s albuma kako bi ga podržala.

## Singlovi
„Head On/Pill” i „30 Past 7”, dvije pjesme s albuma, objavljene su kao singlovi. Glazbeni spot za pjesmu "Head On/Pill" objavljen je 2. srpnja 2013. na YouTubeu. Potom je 31. srpnja 2013. uslijedio spot za pjesmu "30 Past 7". Spot za tu pjesmu izradio je  Na objema pjesmama sitar zauzima važno mjesto.
„Head On/Pill” dobio je pohvale kritičara; John Paul iz internetskog časopisa PopMatters tu je pjesmu nazvao „šesnaestominutnom epskom pjesmom”, a Patrick Emery iz Sydney Morning Heralda nazvao ju je „epskom uvodnom skladbom”. Dobila je pohvale i zato što usprkos duljini trajanja uspijeva zadržati slušateljevu pozornost.
I pjesma „30 Past 7” dobila je pozitivne kritike, a pojedini su je recenzenti nazvali sporom i eteričnom; Pohvaljena je i uporaba sitara u toj pjesmi, a Dayna Evans izjavila je da to glazbalo pristaje pjesmi i ispunjava svrhu.

## Glazbeni spotovi
Glazbeni spot za „Head On/Pill” izradio je Syd Row, prijatelj skupine, i prikazuje članove sastava kako uživo sviraju pjesmu u studiju.
Glazbeni spot za „30 Past 7” izradio je Jason Galea, dugogodišnji suradnik sastava, koji je ga je oblikovao služeći se starim snimkama s VHS-a i bijelim šumom. Video prikazuje rano ustajanje i odlazak na posao, ali i scene u kojima se radnik bori protiv šefa i skreće pameću zbog posla.

## Popis pjesama
Tekstovi i glazba: Stu Mackenzie, osim gdje je označeno drukčije. 
| 1.    | »Head On/Pill«                        |                                | 16:00 |
| 2.    | »I'm Not a Man Unless I Have a Woman« |                                | 2:55  |
| 3.    | »God Is Calling Me Back Home«         |                                | 4:24  |
| 4.    | »30 Past 7«                           |                                | 3:43  |
| 5.    | »Let Me Mend the Past«                |                                | 2:30  |
| 6.    | »Mystery Jack«                        | Mackenzie, Ambrose Kenny-Smith | 2:48  |
| 7.    | »Pop in My Step«                      | Cook Craig                     | 2:50  |
| 8.    | »Float Along – Fill Your Lungs«       |                                | 6:45  |
| 41:54 |                                       |                                |       |

## Recenzije
| Recenzije    | Recenzije |
| Izvor        | Ocjena    |
| ------------ | --------- |
| AllMusic     | [ 7 ]     |
| PopMatters   | 7/10      |
| Sputnikmusic | 4/5       |

Album je dobio uglavnom pozitivne kritike; većina recenzenata pohvalila je eksperimentiranje prisutno na pjesmama. Tim Sendra dao mu je tri i pol zvjezdice od njih pet u recenziji za AllMusic te je izjavio da je „guba i zasigurno vrijedan slušanja”. Patrick Emery iz The Sydney Morning Heralda nazvao ga je „fantastičnim i zbilja hipnotičkim albumom”.

## Zasluge
| King Gizzard & the Lizard Wizard - King Gizzard & the Lizard Wizard – aranžmani, glazbala - Michael Cavanagh - Cook Craig - Ambrose Kenny-Smith - Stu Mackenzie – snimanje, miksanje, produkcija - Eric Moore - Lucas Skinner - Joe Walker | Ostalo osoblje - Paul Maybury – produkcija, snimanje, miksanje - Jarrad Brown – produkcija, snimanje; miksanje (dijela pjesme "Mystery Jack") - Michael Badger – miksanje (prvog dijela pjesme "Head On/Pill") - Joseph Carra – mastering - Jason Galea – omot albuma, ilustracije - Ben Butcher – omot albuma (fotografija) |